# Jacopo Barozzi da Vignola
Jacopo (o Giacomo) Barozzi, detto comunemente Il Vignola (Vignola, 1º ottobre 1507 – Roma, 7 luglio 1573), è stato un architetto, teorico dell'architettura e trattatista italiano.
Fu uno degli esponenti più importanti del manierismo, ritenuto da molti il più importante architetto attivo a Roma in epoca manierista, epoca di cambiamenti di cui fu protagonista e artefice. Il suo primato nella cultura architettonica è dovuto sia alla realizzazione di edifici di grande eleganza e di strutture idrauliche, sia all'opera di trattatista soprattutto per aver definito con estrema chiarezza il concetto di ordine architettonico nella sua celebre Regola delli cinque ordini d'architettura, uno dei trattati sull'architettura più influenti e diffusi di tutti i tempi.

## Biografia

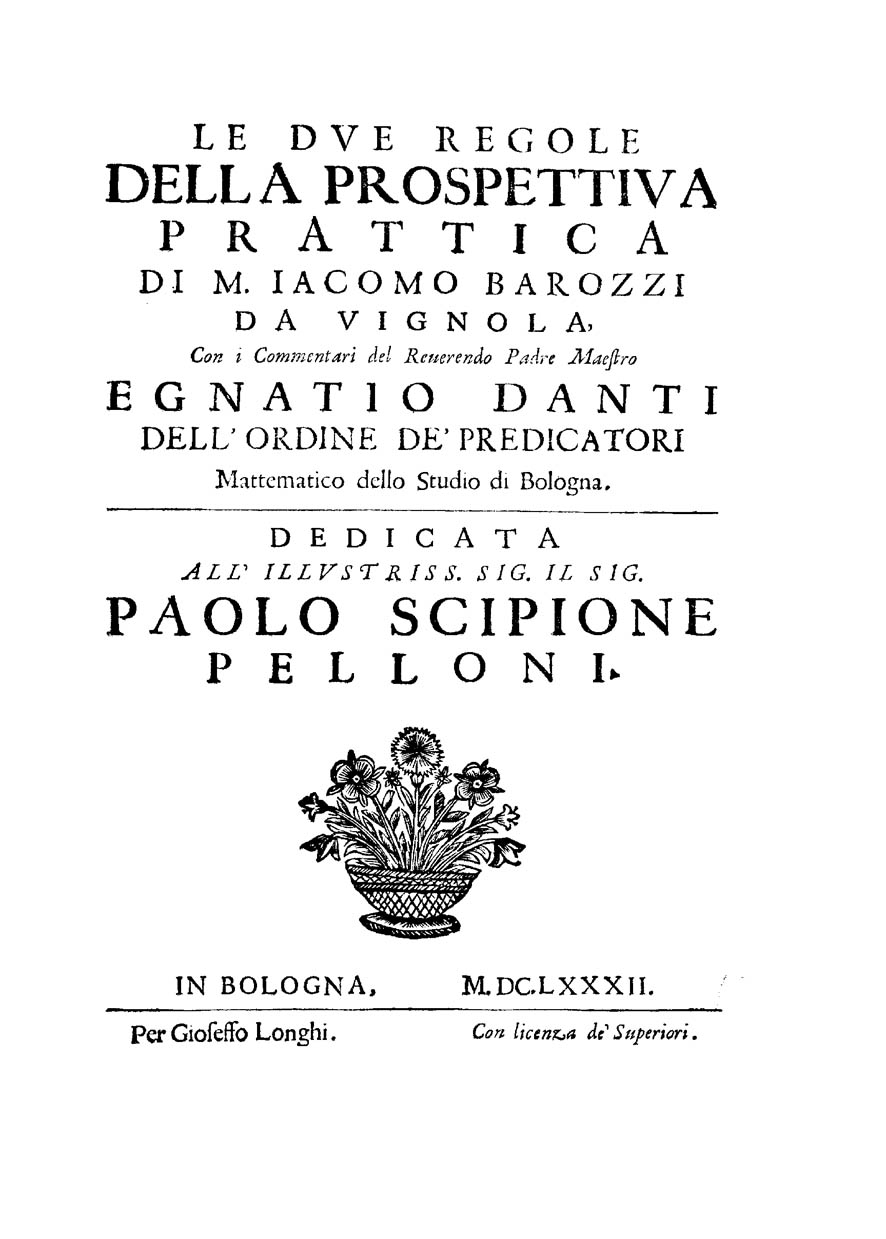
Le due regole della prospettiva prattica, 1682

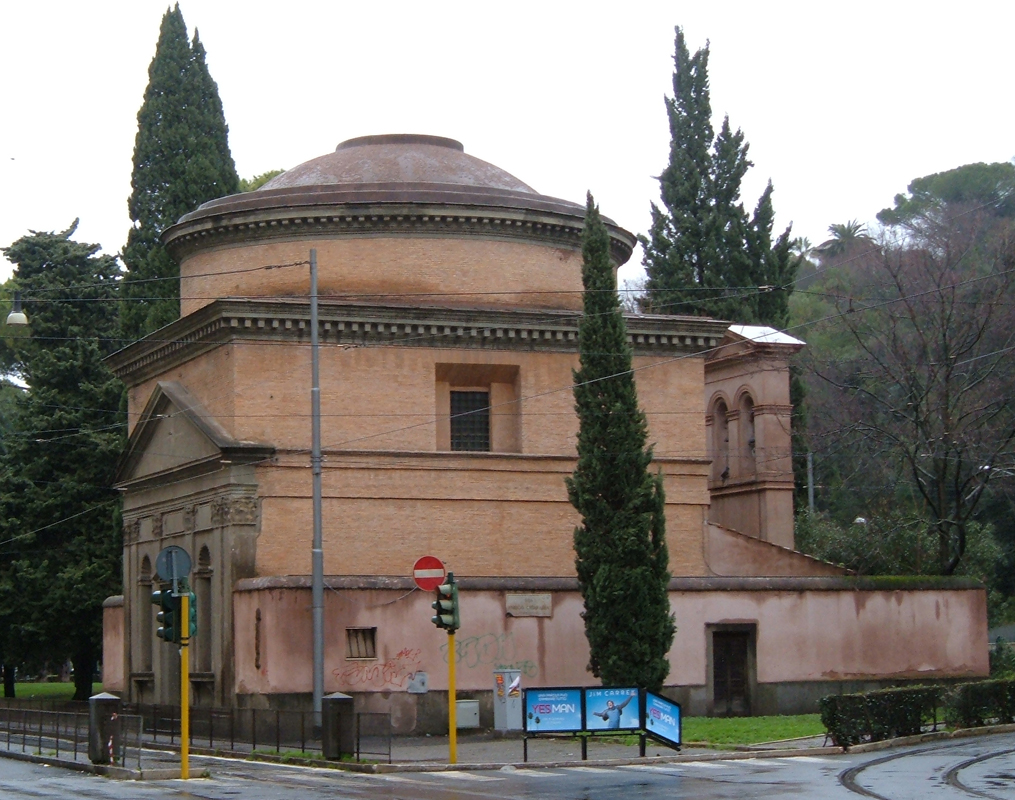
Il tempietto di Sant'Andrea nella via Flaminia

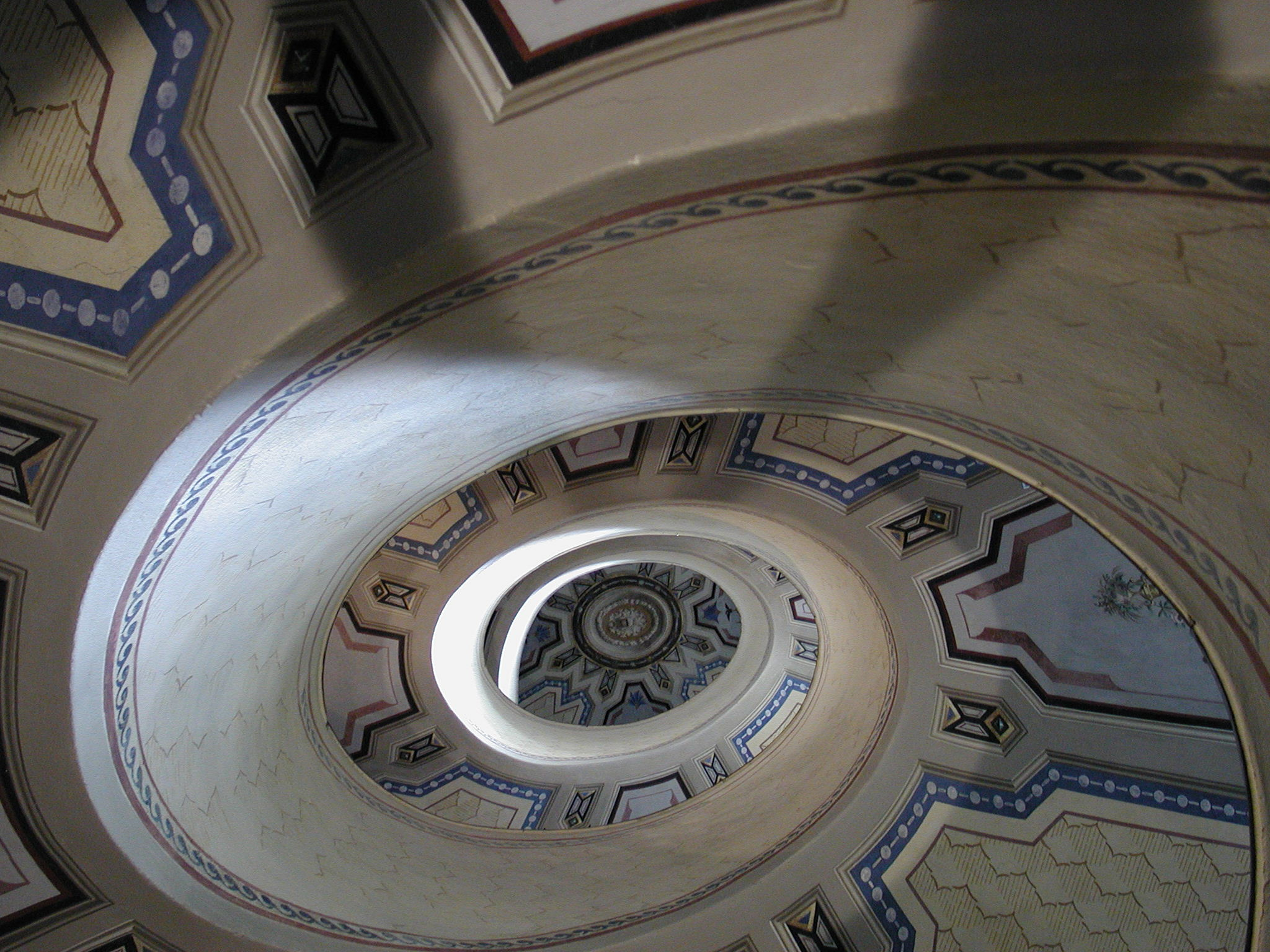
Scala ellittica nel palazzo Barozzi a Vignola

Formatosi a Bologna come pittore e prospettico, le sue prime commesse furono bozzetti per tarsie lignee. L'arte del disegno lo portò ben presto ad interessarsi all'architettura, attività nella quale fu influenzato dal trattato di Sebastiano Serlio e dalla tradizione rinascimentale. Probabilmente ebbe modo di frequentare sia Serlio, sia Baldassarre Peruzzi negli anni della loro attività a Bologna.
La sua formazione si completò a Roma negli anni trenta del Cinquecento, durante un soggiorno di qualche anno (probabilmente dal 1536 al 1541) in cui fu attivo come pittore ed ebbe modo di studiare i monumenti antichi, misurandoli e disegnandoli,   per Marcello Cervini, Alessandro Manzuoli e Bernardino Maffei, in quello che si proponeva come un lavoro preparatorio nell'ambito degli studi vitruviani perseguiti dall'Accademia della Virtù, di cui egli faceva parte. 
Ebbe modo anche di collaborare con Baldassarre Peruzzi al cantiere del Belvedere: tuttavia, è probabile che fu introdotto nella fabbrica di San Pietro intorno al 1538 per opera di Iacopo Meleghino e non già del Peruzzi.
A Roma, nel 1540, entrò in contatto con Primaticcio collaborando con lui per i calchi delle statue della collezione vaticana di cui Francesco I desiderava delle copie.
Fu in seguito (dal 23 aprile 1541 a circa il 23 dicembre 1543), in Francia come assistente del Primaticcio nel cantiere della reggia di Fontainebleau, dove dipinse prospettive e curò il getto delle copie in bronzo dei calchi presi a Roma. In Francia ebbe modo di incontrare Sebastiano Serlio. Dopo essere ritornato a Bologna nel 1543, collaborò al cantiere della fabbrica di San Petronio, eseguendo anche progetti per la facciata, che non ebbero seguito, e lavorò ad opere di ingegneria idraulica.
Nel 1550 si trasferì definitivamente a Roma. Divenne l'architetto dei Farnese e lavorò prevalentemente per essi per oltre vent'anni, raggiungendo un grande successo professionale. Assunse anche l'incarico, dopo la morte di Michelangelo nel 1564, di architetto capo della basilica di San Pietro in Vaticano.
Per papa Giulio III lavorò a Villa Giulia (dal 1550), rielaborando precedenti progetti. Contemporaneamente, tra il 1551 e il 1553, costruì il tempietto a pianta quadrata con cupola ovale di Sant'Andrea.

Nel 1562 il Vignola pubblica il trattato intitolato Regola delli cinque ordini d'architettura, composto molto tempo prima, che ebbe larghissima diffusione in tutta l'Europa fino all'Ottocento. Si ritiene che l'origine di questo trattato sia da ricercare negli studi e nei disegni, ora perduti, che egli eseguì a Roma per l'Accademia vitruviana della Virtù. 

Francobollo commemorativo

Un altro importante trattato sulla prospettiva Le due Regole della prospettiva pratica, fu pubblicato postumo nel 1583 da Ignazio Danti.
Capolavoro d'architettura manierista è l'imponente Palazzo Farnese di Caprarola, eretto dal Vignola su un preesistente fortilizio del Sangallo.
Grande fortuna ebbe nei secoli anche lo schema proposto per la chiesa del Gesù, che divenne prototipo utilizzato dai Gesuiti per l'erezione dei loro edifici di culto.
Per Ottavio Farnese e Margherita d'Austria, duchi di Parma e Piacenza, iniziò la colossale e incompiuta residenza ducale di Piacenza.
Un'altra insigne opera vignoliana, la prima di una lunga serie di palazzi nobiliari di architetti che si ispirarono al suo stile anche nel Seicento e nel Settecento, è il Palazzo Farnese di Latera, commissionato dal duca Pier Bertoldo Farnese e terminato nel 1550; imponenti sono le arcate che si affacciano nel cortile interno.
Il Vignola dal 1573 è sepolto al Pantheon di Roma.

## Opere

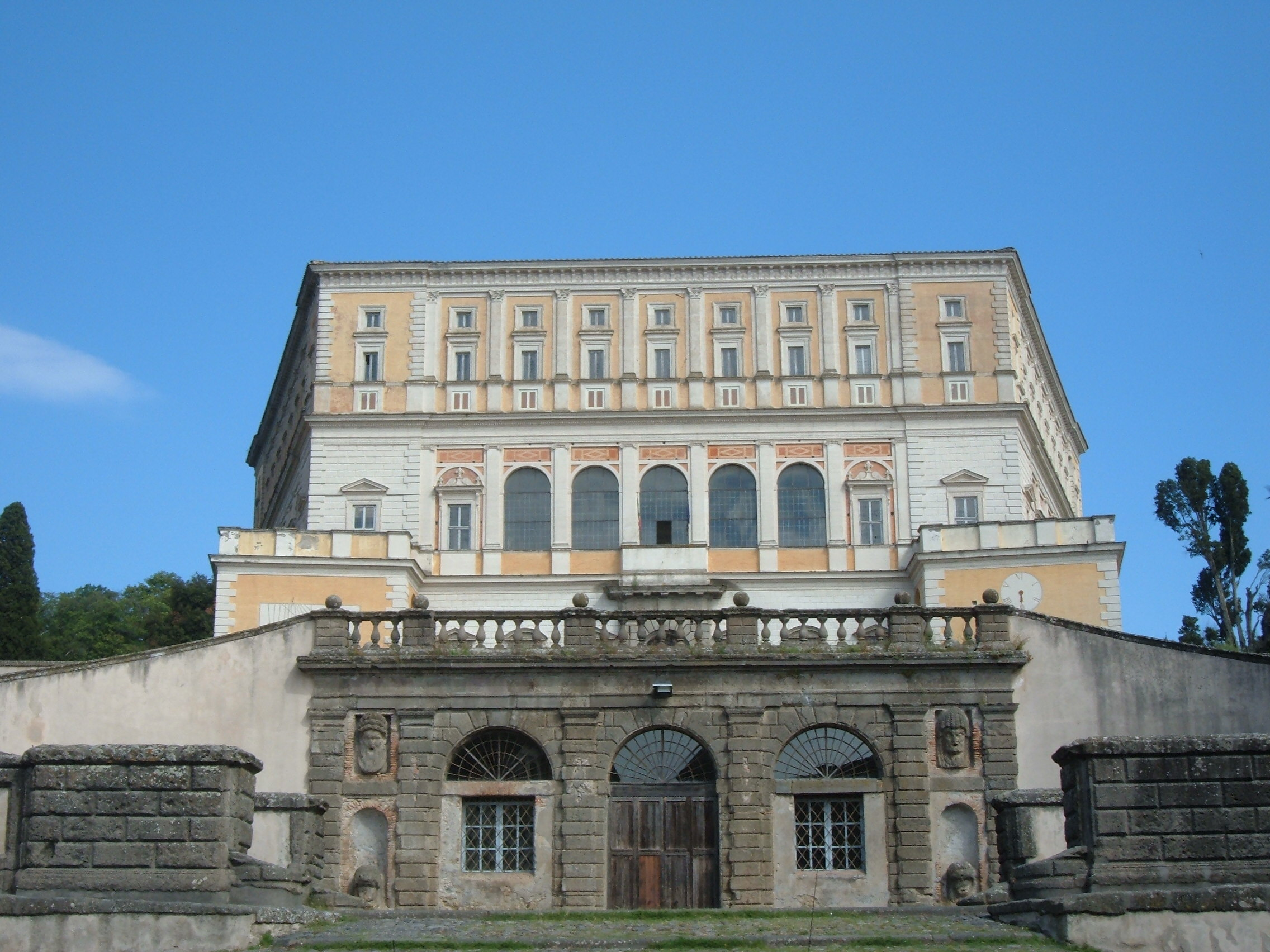
Palazzo Farnese, Caprarola

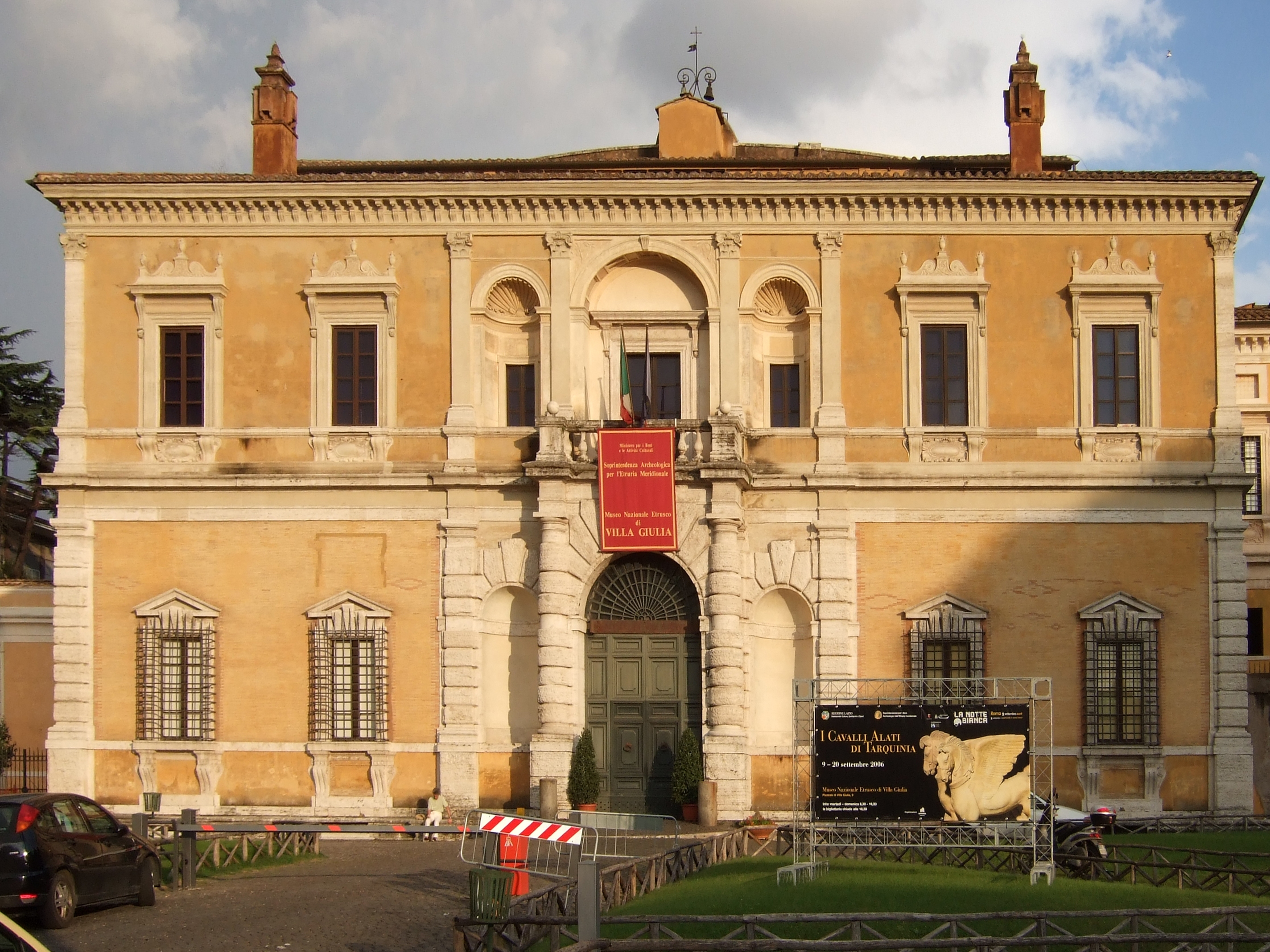
Villa Giulia, Roma

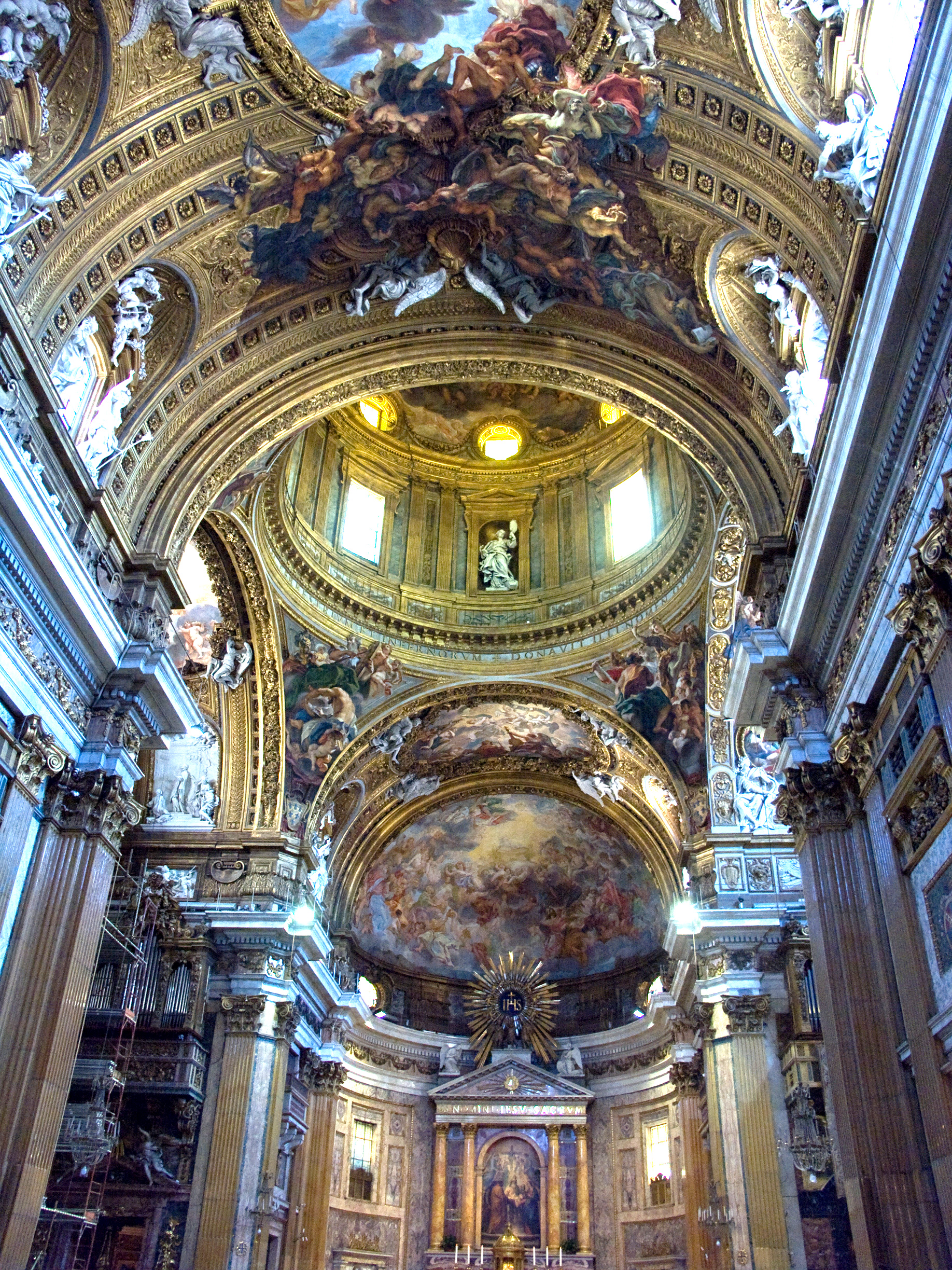
Chiesa del Gesù, Roma

### Opere principali
- Interventi sulla già esistente basilica di Santa Maria degli Angeli, Assisi.
- Progetto per la facciata della basilica di San Petronio (c. 1545), Bologna.
- Facciata del Palazzo dei Banchi (1565-1568), Bologna.
- Palazzo Farnese (1559-1573), Caprarola.
- Palazzo Farnese (1558-1568), Piacenza; iniziato su progetto di Francesco Paciotto; il Vignola riprogettò completamente il palazzo, che non fu poi completato.
- Chiesa del Gesù (1568), Roma; a pianta longitudinale, secondo gli schemi tridentini e ad aula unica coperta da volte a botte, con cappelle laterali e il transetto, sormontato dalla cupola, con bracci contratti in due grandi cappelle. La facciata è di Giacomo della Porta, mentre le decorazioni interne appartengono all'epoca barocca.
- Chiesa di Sant'Andrea sulla via Flaminia (1552-1554), Roma; con cupola e tamburo di forma ovale su pianta rettangolare.
- Chiesa di Santa Maria dell'Orto (1576-78), Roma; solo la facciata è del Vignola.
- Orti Farnesiani al Palatino, Roma.
- Villa Giulia (1550), Roma; realizzata per Giulio III del Monte, con interventi successivi del Vasari e dell'Ammannati.
- Basilica di San Pietro in Vaticano, assunse ruolo di architetto capo dopo la morte di Michelangelo Buonarroti.
- Progetto della Chiesa di Sant'Anna dei Palafrenieri in Città del Vaticano (1570 ca), a pianta e cupola ovale inserita in un rettangolo, realizzata dal figlio Giacinto Barozzi. Lo schema sarà ripreso successivamente da molti architetti barocchi.
- Palazzo Contrari Boncompagni, Vignola.
- Villa Gambara poi Lante (1566 ca), Bagnaia (Viterbo); con due padiglioni gemelli inseriti in un giardino all'italiana.

### Altre opere nel Lazio
- Bomarzo: Tempio nel Parco dei Mostri.
- Boville Ernica: Palazzo Filonardi.
- Caprarola:
  - Chiesa di San Marco.
  - Ospedale di San Giovanni.
  - Palazzo Pazziello.
  - Palazzo Maviani.
- Capranica: Chiesa della Madonna del Piano.
- Collevecchio: Palazzo Pistolini.
- Fara Sabina:
  - Tabernacolo di Sant'Antonio Martire.
  - Lavori all'Abbazia consistenti in una fontana e un mulino sul Farfa.
- Gallese: Palazzo Ducale.
- Grotte di Castro: Palazzo comunale (progetto del 1568), alterato in seguito.
- Isola Bisentina: Chiesa dei Santi Giacomo e Cristoforo (1562), realizzata dall'allievo Antonio Garzoni da Viggiù.
- Isola Farnese: Castello di Isola Farnese.
- Latera: Palazzo Farnese (1550).
- Monte Porzio Catone: Villa Mondragone.
- Nepi:
  - Acquedotto di Nepi.
  - Lavori al Monastero di San Domenico; interventi di difficile individuazione, comprendenti opere idrauliche.
- Oriolo Romano:
  - Piazza Umberto I e Fontana delle Picche.
  - Palazzo Altieri.
- Poli: Villa Catena, non sono certe le parti attribuibili a Vignola.
- Rieti:
  - Chiesa di Sant'Antonio Abate.
  - Palazzo comunale.
  - Palazzo del Seminario, ottenuto dalla trasformazione di preesistenze.
  - Palazzo Vincentini, realizzazione del loggiato (alcuni lo attribuiscono all'allievo Giovan Domenico Bianchi).
- Roma:
  - Chiesa di Santa Caterina dei Funari, cappella Ricci o Ruiz.
  - Chiesa di Santa Maria Scala Coeli, con  Giacomo della Porta.
  - Chiesa di Santa Maria in Transpontina.
  - Lavori a San Lorenzo in Damaso.
  - Palazzo Borghese.
  - Palazzo Farnese (Roma).
  - Palazzo Firenze, (cortile).
  - Palazzo del Vignola a Piazza Navona.
  - Palazzetto Spada.
  - Pontificia Università San Tommaso d'Aquino.
  - Porta del Popolo.
  - Portale della Cancelleria.
- Ronciglione:
  - Chiesa di Santa Maria della Pace.
  - Porta Romana.
- Sant'Oreste sul Soratte:
  - Chiesa di San Lorenzo; la realizzazione non fu seguita dal Vignola e rispecchia solo in parte il progetto originario.
  - Palazzo Caccia Canali.
- Soriano nel Cimino: Palazzo Albani.
- Vallerano: Chiesa della Madonna del Ruscello.
- Vejano: Sacello funerario dei Santacroce; cappella posta al centro del borgo medievale, di attribuzione incerta.
- Velletri: Palazzo comunale; con Giacomo della Porta.
- Vetralla:
  - Porta Romana; di attribuzione incerta.
  - Palazzo Franciosoni; di antica attribuzione Vignolesca e scuola.
- Vignanello: Castello Ruspoli; di attribuzione incerta.
- Viterbo:
  - Porta Faulle.
  - Fontana di Piazza della Rocca; su committenza dei Farnese.

### Altre opere
- Palazzo Bocchi (1545), Bologna.
- Palazzo Boncompagni, Bologna.
- Scala nel Palazzo Isolani, Bologna.
- Sistema portuario di Corticella, Bologna.
- Chiusa di Casalecchio di Reno, Casalecchio di Reno.
- Palazzo della Corgna, con Galeazzo Alessi, Castiglione del Lago.
- Palazzo Bufalini (1562), Città di Castello.
- Palazzo Nobili-Tarugi, Montepulciano.
- Palazzo Avignonesi, Montepulciano.
- La Castellina (1554), Norcia.
- Palazzo del Giardino, Parma.
- Rocca di San Giorgio, San Giorgio Piacentino.
- Tempio di Santa Maria della Consolazione, Todi.

## Pubblicazioni
- Due regole della prospettiva prattica, In Bologna, Giuseppe Longhi, 1682.
- Regola delli cinque ordini d'architettura, Bassano, Remondini, 1787.